# Arconada (Espagne)
Pour les articles homonymes, voir Arconada.
Arconada est une commune espagnole de la province de Palencia, dans la communauté autonome de Castille-et-León.